# Méagui
Méagui – miasto na południowo-zachodnim Wybrzeżu Kości Słoniowej, w regionie Nawa. Według danych na rok 2014 liczyło 57 367 mieszkańców.